# Ignacy Wilczek
Ignacy Wilczek (ur. 29 lipca 1728 w Podolińcu na Spiszu, zm. 18 czerwca 1797 w Krakowie) – polski poeta nowołaciński, filozof, teolog, jezuita.

## Życiorys
Odebrał nauki w kolegium jezuitów w Ostrogu (1743-1746). Następnie wstąpił do zakonu jezuitów (1747) i odbył dwuletni nowicjat w Krakowie, a w 1758 przyjął święcenia kapłańskie. W latach 1755–1759 studiował teologię w Krakowie . 
Pracował jako nauczyciel w szkołach jezuickich: retoryki (1760-1761) i filozofii (1761-1763) w kolegium jezuitów w Krośnie, filozofii w kolegium jezuitów w Kaliszu (1763-1773), filozofii w kolegium jezuickie w Poznaniu (1766-1769), oraz jako profesor teologii i prawa kanonicznego w kolegium jezuitów w Krakowie (1769-1773). Kiedy w 1773 nastąpiła kasata zakonu jezuitów, Wilczek pozostał w Krakowie. W został członkiem komitetu redakcyjnego opracowującego nowe podręczniki dla Wydziału Teologicznego Szkoły Głównej Koronnej .
Jest autorem kilku zbiorów wierszy i poematów nowołacińskich, przede wszystkim o tematyce religijnej i filozoficznej. Zdaniem Tadeusza Sinko był jednym z najwybitniejszych pisarzy łacińskich epoki stanisławowskiej. Obrona elementów katolickiej wiary dokonywana jest za pomocą argumentów racjonalnych i widać w niej wpływy filozofii oświecenia. Podejmowana przez niego problematyka obejmowała: relację łaski Bożej i ludzkiej wolności (w nawiązaniu do poematu kardynała de Polignaca Anti-Lucretius, 1747), dowodom na istnienie Boga, nieśmiertelności duszy, krytyce deizmu, obronie dogmatów katolicyzmu. Niektóre z poematów poświęcone są filozofii przyrody: optyce, akustyce, meteorologii, kosmografii, zwalczaniu astrologii i wróżbiarstwa .

## Dzieła
- (1777) De coloribus et sono carmen, Poznań,
- (1777) De Deo uno carmen, Poznań[3],
- (1785) De Divina Providentia et virtute carmen, Warszawa,
- (1785) Carmina, Kalisz[4],
- (1788) Carmina, Kraków, Szkoła Główna Koronna[5].